# Distretto di Bechloul
Il distretto di Bechloul è un distretto della provincia di Bouira, in Algeria, con capoluogo Bechloul.